# 金·錢伯斯
金柏莉·錢伯斯（英語：Kimberly Chambers，1974年1月11日—）是一位美國女色情演員和導演。
她於1993年進入成人電影業，年齡約19歲。她於2008年從成人界退休。退出成人界後，她改成為健身選手，還曾登上相關雜誌。

## 圖集

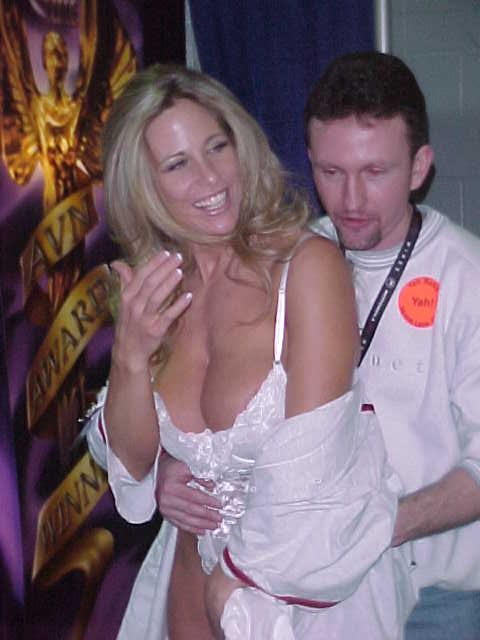
錢伯斯與前丈夫Scott Styles，攝於2000年
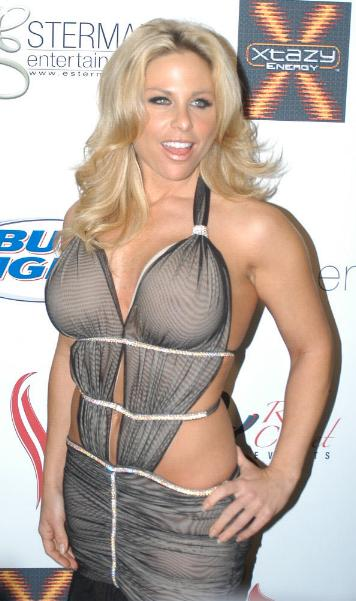
錢伯斯，攝於2007年

## 外部連結
- Kim Chambers在互联网电影资料库（IMDb）上的資料（英文）
- Kim Chambers在網際網路成人電影資料庫
- 成人電影資料庫上Kim Chambers的资料（英文）
- Kim Chambers的Facebook專頁